# Грицан Анатолій Васильович
Грицан Анатолій Васильович (10 жовтня 1950, Стара Мощаниця, Здолбунівський район, Рівненська область — 3 грудня 2022) — режисер, історик, театральний педагог, громадський діяч. Заслужений працівник культури України (1996). Заслужений діяч мистецтв України (1999). Член Національної спілки театральних діячів України. Член Національної спілки краєзнавців України.

## Біографія
Народився 10 жовтня 1950 року на Волині, у с. Стара Мощаниця Здолбунівського району Рівненської області. У 1966 році закінчив Старомощаницьку восьмирічну, а в 1968 році — Мізоцьку середню школи. Трудову діяльність розпочав у 1968 році на посаді директора Старомощаницького сільського Будинку культури. Упродовж 1969—1971 року перебував на службі в армії. 1971—1975 рр. — навчання у Київському державному інституті культури імені Олександра Корнійчука.

## Державна служба
1994—2001 рр. — начальник управління культури Івано-Франківської обласної державної адміністрації.

## Педагогічна і науково-педагогічна робота
Після закінчення навчання в інституті, з 1975 по 1994 рр. працював на посадах викладача, завідувача денного відділення, заступника директора, директора Снятинського, а після переводу училища у 1976 році до міста Калуша — Калуського культурно-освітнього училища. У 2001 році обраний на посаду директора і доцента Інституту мистецтв Прикарпатського національного університету імені Василя Стефаника. Кандидат історичних наук. У 2005 р. захистив кандидатську дисертацію «Діяльність товариства „Просвіта“ на Прикарпатті у міжвоєнний період (1921—1939 рр.) у Чернівецькому національному університеті імені Юрія Федьковича. У 2012 році присвоєно вчене звання професора.

## Основні публікації
Автор більше 40 одноосібних і колективних монографій, навчально-методичних посібників та наукових статей.
МОНОГРАФІЯ: Просвітня зоря Прикарпаття/Нарис історії Товариства „Просвіта“ на Прикарпатті між двома світовими війнами (1920—1939 рр.).— Івано-Франківськ: Сіверсія, 2001.
КОЛЕКТИВНІ МОНОГРАФІЇ: Вища педагогічна освіта України: історія, сьогодення та перпективи розвитку. Івано-Франківська область/ред. рада вид.: В. Г. Кремень (гол.) [та ін.]; редкол. тому: Б. К. Остафійчук (гол.), В. І. Кононенко (відп. ред) [та ін.].— К.: Знання України, 2010.
Україна: 20 років незалежності / [за ред. М. Б. Бучка, В. І. Кафарського, І. О. Андрухіва, Й. М. Гаха]. — Івано-Франківськ, Надвірна: ЗАТ „Надвірнянська друкарня“, 2011.
НАВЧАЛЬНІ ПОСІБНИКИ: Виховання режисера: психофізичний та інтелектуальний тренінг.— К.: Техніка, 2006.
Виховання режисера: психофізичний та інтелектуальний тренінг [Текст]: навчальний посібник / А. В. Грицан.— 2-е вид., переробл. та доповн. — Івано-Франківськ: Прикарпатський національний університет імені Василя Стефаника, 2009.
ОСНОВНІ ПУБЛІКАЦІЇ: Грицан А. В. „Просвіта“ в боротьбі за збереження історичної пам'яті українського народу на Прикарпатті в 1920—1939 роках / Анатолій Васильович Грицан. // Галичина. Науковий і культурно-просвітній краєзнавчий часопис. — 1999. — С. 35–38.
Діяльність товариства „Просвіта“ у відродженні народних свят, обрядів і традицій на Прикарпатті у міжвоєнний період (1920—1939 рр.) // Вісник державної академії керівних кадрів культури і мистецтв. Науковий журнал.— К., 2000.— № 2.— С. 107—113.
„Просвіта“ і кооперативний рух на Прикарпатті у міжвоєнний період (1920—1930 рр.).— Наукові записки Тернопільського державного педагогічного університету ім. В. Гнатюка. Серія „Історія“ / За заг. ред. проф. М. М. Алексієвця.— Тернопіль.— 2002.— Вип. 5.— С. 60-65.
Міжпартійна боротьба за вплив на „Просвіту“ на Прикарпатті в міжвоєнний період (1920—1930 роки) // Галичина. Науковий і культурно-просвітній краєзнавчий часопис.— Івано-Франківськ, 1999.— № 3.— С. 35-38.
Галицька „Просвіта“ у період між двома світовими війнами»: Матеріали міжнародної науково-практичної конференції «Українсько-польські відносини в Галичині у ХХ ст.».— Івано-Франківськ, 1997.— С.433-437.
Становлення філії «Просвіти» у Галичі: Матеріали наукової конференції «Галицька земля: історія та сучасність».— Івано-Франківськ, 1998.— С. 40-42.
Театральна культура Галичини в контексті європейського модерну (кінець ХІХ — перша чверть ХХ ст.) // Вісник Прикарпатського університету. Мистецтвознавство. — Івано-Франківськ, 2009—2010. — Вип. 17-18. — С. 205—211.
Чарнецький С. М. Нарис історії українського театру в Галичині. Третє видання/[упорядкув. Грицан А. В.; вступ. сл. А. Грицана, С. Хороба]. — Івано-Франківськ: «Місто НВ», 2012.— 344 с.
Театральне життя Станіславівщини періоду німецької окупації (1941—1944 рр.) // Етнос і культура. Чосопис Прикарпатського національного університету імені Василя Стефаника: збірник науково-теоретичних статей. Гуманітарні науки / [гол. ред В. І. Кононенко]— Івано-Франківськ: Вид-во Прикарпат нац. ун-ту ім. В. Стефаника, 2011—2012.— № 8-9. — С. 139—139.
Духовна майстерня Миколи Якимечка (до 50-річчя від дня народження митця) // Вісник Прикарпатського університету. Мистецтвознавство. — Івано-Франківськ, 2012—2013. — Вип. 26-27. — С. 267—272.
Земне і небесне Опанаса Заливахи // Етнос і культура. — Івано-Франківськ, 2013.
Hrytsan A. Serving Ukrainian Culture and Art / A. Hrytsan // Journal of Vasyl Stefanyk Precarpathian National University. — 2019. — Vol. 6, no. 2. — С. 138—141. — Режим доступу: http://nbuv.gov.ua/UJRN/jovspnu_2019_6_2_18
Грицан Анатолій. Два століття родинної династії Шкрібляків-Корпанюків. Етнос і культура. № 16-7. Івано-Франківськ, 2019—2020.
Анатолій Грицан. Двадцять років інституту мистецтв: шлях від становлення до успіху. Українське мистецтво, культура, освіта: актуальні проблеми, тенденції та перпективи розвитку: збірник наукових праць (за матеріалами Міжнародної науково-практичної інтернет-конференції 25—28 травня 2021 р.) До 20-річчя Навчально-наукового інституту мистецтв ДВНЗ "Прикарпатський національний університет імені Василя Стефаника: Івано-Франківськ: «Фоліант», 2021. 152 с.

## Творча діяльність
Основні театральні постановки
- "Поема полум"яних літ" за п"єсою М. Свєтлова «Двадцать лет спустя».
- М. Зарудний. «Тил».
- М. Зарудний. «Пора жовтого листя».
- Леся Українка. «Лісова пісня».
- І. Франко «Украдене щастя».
- М. Островський. «Свої люди — поквитаємося».
- М. Старицький. «За двома зайцями».
- І.Нечуй Левицький. "Кайдашева сім"я" (інсценізація Г.Макарчука).
- М. Аксаков. «Червоненька квіточка».
- С. Новицька. «Приборкання непокірливої або шкільна драма майже за Шекспіром».
- В.Винниченко. «Закон».
- «Стрибожий дарунок» (інсценізація за творами письменників «Покутської трійці» Леся Мартовича, Василя Стефаника і Марка Черемшини (інсценізація А. Грицана і І. Прокоп"яка).
- «Між двома зайцями» — інсталяція за мотивами п"єси М. Старицького «За двома зайцями».
- М. Куліш. «Мина Мазайло».
- Н. Максимчук. «У всьому винен гороскоп» (у співпраці з І. Прокоп'яком).
- «Старогалицькі бувальщини» (за творами драматургів діаспори 20-30-х рр. ХХ ст. Ю. Криця «Три капелюхи» та С. Креміня «Непорозуміння»).
- Дм. Бортнянський. Опера «Сокіл».
- І. Карпенко-Карий. «Безталанна».
- С. Гулак-Артемовський. Опера «Запорожець за Дунаєм».

Основні театралізовані дійства(у співпраці з н.а. України В. М. Нестеренком і з.п.к України Р. С. Братковським)
- «Гомін віків» (до 1100-ліття Древнього Галича (1995) за участю Президента України;
- 800-ліття міста Рогатина і 500-ліття Роксолани (1996);
- ІХ Міжнародний Гуцульський фестиваль (1996, м. Коломия) за участю Президента України і Голови Верховної ради України;
- Творчий звіт майстрів мистецтв і художніх колективів Прикарпаття у Національному палаці «Україна» у Києві (1996);
- Перший Всеукраїнський фестиваль національно-патріотичної пісні і поезії «Воля-97» (1997, м. Івано-Франківськ);
- Х Міжнародний Гуцульський фестиваль (1997, м. Надвірна) за участю Президента України;
- Перше в Україні свято Державного Прапора України (1999);
- Другий Всеукраїнський фестиваль національно-патріотичної пісні і поезії «Воля-99» (1999, м. Івано-Франківськ);
- Літературно-мистецьке свято «Завальська Січ-2000».
- Творчий звіт майстрів мистецтв і художніх колективів Прикарпаття у Національному палаці «Україна» у Києві (2001);
- Міжнародне Шевченківське літературно-мистецьке свято «В сім'ї вольній, новій» (2001);
- «Зоряний час університету» (до 75-річчя Прикарпатського національного університету імені Василя Стефаника) (2015, м. Івано-Франківськ);
- Театралізована святкова академія з відзначення 150-ліття з дня народження Блаженного священномученика Григорія Хомишина (2017, м. Івано-Франківськ)

## Нагороди і відзнаки
- Почесне звання «Заслужений працівник культури України»
- Почесне звання «Заслужений діяч мистецтв України»
- Почесний знак Голови Івано-Франківської обласної державної адміністрації та Голови Івано-Франківської обласної Ради «2000 років Різдва Христового»
- Медаль «За заслуги перед Прикарпаттям»
- Медаль «За подвижництво в культурі»
- Медаль «За заслуги перед університетом»
- Медаль «150 років. Блаж. Священномученик Кир. Григорій Хомишин (1867—1917)»